# Giro de Italia 1966
La 49.ª edición del Giro de Italia se disputó entre el 18 de mayo y el 9 de junio de 1966, con un recorrido de 22 etapas y 3976 km, que el vencedor completó a una velocidad media de 35,744 km/h. La carrera comenzó en Montecarlo y terminó en Trieste.
Tomaron la salida 100 participantes, de los cuales 83 terminaron la carrera.
El abulense Julio Jiménez acudió al Giro de Italia en las filas del equipo Ford de Jacques Anquetil con el permiso de este para disputar la ronda italiana. Jiménez acudió en un gran estado de forma, y así, en la segunda etapa, primera con final en alto, logró hacerse con la victoria y con la maglia rosa, tras distanciarse del resto de favoritos en más de un minuto. Desoyendo los consejos de Anquetil, y en lo que a posteriori el propio Jiménez considera un error táctico, el ciclista español defendió el liderato todo lo posible, portando la maglia rosa durante once días, lo cual en aquel momento supuso el récord de días de líder de un ciclista español.
Jiménez perdió el liderato en la contrarreloj individual de la 13.ª etapa, en beneficio del italiano Adorni, vencedor del Giro de Italia 1965. El finalmente vencedor de la carrera, Gianni Motta, se hizo con la maglia rosa en la 15.ª etapa, en la cual precisamente venció Julio Jiménez y el italiano fue segundo, a treinta segundos. En la 17.ª etapa ambos volvieron a escaparse, entrando ambos con ventajas superiores al minuto sobre el resto de rivales, esta vez primero el italiano y segundo el abulense.
Este Giro supuso el comienzo de la rivalidad Motta-Gimondi, la cual duraría algunos años. Asimismo, fue el año en el cual se instauró oficialmente la clasificación por puntos, distinguiéndose al líder la misma con una maglia de color rojo, y siendo el propio Motta el primer vencedor de la misma. Franco Bitossi, por su parte, logró su tercera victoria consecutiva en la clasificación de la montaña, en la cual Jiménez fue segundo.

## Equipos participantes
| Equipo                 | Jefe de filas    |
| Salvarani              | Vittorio Adorni  |
| Bianchi                | Antonio Bailetti |
| Filotex                | Franco Bitossi   |
| Ford France-Hutchinson | Jacques Anquetil |
| Legnano                | Franco Bodrero   |

| Equipo       | Jefe de filas    |
| Mainetti     | Marino Basso     |
| Molteni      | Michele Dancelli |
| Sanson       | Italo Zilioli    |
| Vittadello   | Vito Taccone     |
| Mann-Grundig | Joseph Huysmans  |

## Etapas
| Etapa | Recorrido                   | Km       | Ganador de la etapa  | Líder de la clasificación general |
| 1.ª   | Montecarlo-Diano Marina     | 149      | Vito Taccone         | Vito Taccone                      |
| 2.ª   | Imperia-Monesi              | 60       | Julio Jiménez        | Julio Jiménez                     |
| 3.ª   | Diano Marina-Génova         | 120      | Severino Andreoli    | Julio Jiménez                     |
| 4.ª   | Génova-Viareggio            | 241      | Giovanni Knapp       | Julio Jiménez                     |
| 5.ª   | Viareggio-Chianciano Terme  | 222      | Vendramino Bariviera | Julio Jiménez                     |
| 6.ª   | Chianciano Terme-Roma       | 226      | Raffaele Marcoli     | Julio Jiménez                     |
| 7.ª   | Roma-Rocca di Cambio        | 158      | Rudi Altig           | Julio Jiménez                     |
| 8.ª   | Rocca di Cambio-Nápoles     | 238      | Marino Basso         | Julio Jiménez                     |
| 9.ª   | Nápoles-Campobasso          | 210      | Vincent Denson       | Julio Jiménez                     |
| 10.ª  | Campobasso-Giulianova       | 221      | Dino Zandegu         | Julio Jiménez                     |
| 11.ª  | Giulianova-Cesenatico       | 229      | Rudi Altig           | Julio Jiménez                     |
| 12.ª  | Cesenatico-Reggio Emilia    | 206      | Dino Zandegu         | Julio Jiménez                     |
| 13.ª  | Parma                       | 46 (CRI) | Vittorio Adorni      | Vittorio Adorni                   |
| 14.ª  | Parma-Arona                 | 267      | Franco Bitossi       | Vittorio Adorni                   |
| 15.ª  | Arona-Brescia               | 196      | Julio Jiménez        | Gianni Motta                      |
| 16.ª  | Brescia-Bezzecca            | 143      | Franco Bitossi       | Gianni Motta                      |
| 17.ª  | Riva del Garda-Levico Terme | 239      | Gianni Motta         | Gianni Motta                      |
| 18.ª  | Levico Terme-Bolzano        | 137      | Michele Dancelli     | Gianni Motta                      |
| 19.ª  | Bolzano-Moena               | 100      | Gianni Motta         | Gianni Motta                      |
| 20.ª  | Moena-Belluno               | 215      | Felice Gimondi       | Gianni Motta                      |
| 21.ª  | Belluno-Vittorio Veneto     | 181      | Pietro Scandelli     | Gianni Motta                      |
| 22.ª  | Vittorio Veneto-Trieste     | 172      | Vendramino Bariviera | Gianni Motta                      |

## Clasificaciones
| \| 1. \| Gianni Motta \| Italia \| 111h 10' 48" \| \| 2. \| Italo Zilioli \| Italia \| + 3' 57" \| \| 3. \| Jacques Anquetil \| Francia \| + 4' 40" \| \| 4. \| Julio Jiménez \| España \| + 5' 44" \| \| 5. \| Felice Gimondi \| Italia \| + 6' 47" \| \| 6. \| Franco Balmamion \| Italia \| + 7' 27" \| \| 7. \| Vittorio Adorni \| Italia \| + 8' 00" \| \| 8. \| Franco Bitossi \| Italia \| + 9' 24" \| \| 9. \| Vito Taccone \| Italia \| + 11' 42" \| \| 10. \| Rolf Maurer \| Suiza \| + 20' 28" \| |                  |         |              |
| 1. | Gianni Motta     | Italia  | 111h 10' 48" |
| 2. | Italo Zilioli    | Italia  | + 3' 57"     |
| 3. | Jacques Anquetil | Francia | + 4' 40"     |
| 4. | Julio Jiménez    | España  | + 5' 44"     |
| 5. | Felice Gimondi   | Italia  | + 6' 47"     |
| 6. | Franco Balmamion | Italia  | + 7' 27"     |
| 7. | Vittorio Adorni  | Italia  | + 8' 00"     |
| 8. | Franco Bitossi   | Italia  | + 9' 24"     |
| 9. | Vito Taccone     | Italia  | + 11' 42"    |
| 10. | Rolf Maurer      | Suiza   | + 20' 28"    |

| \| 1. \| Franco Bitossi \| Italia \| 490 puntos \| \| 2. \| Julio Jiménez \| España \| 320 puntos \| \| 3. \| Gianni Motta \| Italia \| 160 puntos \| |                |        |            |
| 1. | Franco Bitossi | Italia | 490 puntos |
| 2. | Julio Jiménez  | España | 320 puntos |
| 3. | Gianni Motta   | Italia | 160 puntos |

| \| 1. \| Gianni Motta \| Italia \| 228 puntos \| \| 2. \| Rudi Altig \| Alemania Occidental \| 162 puntos \| \| 3. \| Vito Taccone \| Italia \| 152 puntos \| |              |                     |            |
| 1. | Gianni Motta | Italia              | 228 puntos |
| 2. | Rudi Altig   | Alemania Occidental | 162 puntos |
| 3. | Vito Taccone | Italia              | 152 puntos |

| \| 1. \| Molteni \| Italia \| - \| - \| |         |        |   |   |
| 1.                                      | Molteni | Italia | - | - |